# 東京ミートレア
東京ミートレア（とうきょうミートレア、英語表記：Tokyo Meatrea）は、東京都八王子市の京王相模原線南大沢駅の駅ビル「フレンテ南大沢」新館5階にある肉のフードテーマパークである。
2009年12月3日、「フレンテ南大沢」新館開業と同時に「東京ミートレア」としてオープン。2018年12月13日のリニューアルで「南大沢駅まえダイニング 東京ミートレア」と改称した。
東京ミートレアは「フレンテ南大沢」新館の集客核施設として位置づけられるとともに、日本初となる肉のフードテーマパークとして開業した。

## 概要

### 開業まで
2009年9月10日、京王電鉄と株式会社ナムコ（当時）の協力により、南大沢駅前に新規建設される「フレンテ南大沢」新館に、日本初となる肉のフードテーマパーク「東京ミートレア（仮称）」をオープンすることが、両社のニュースリリースにより発表された。初年度の来場客は130万人を見込んだ。
ナムコ（現：バンダイナムコアミューズメント）は、同社のテーマパーク「ナムコ・ナンジャタウン」を運営する「チームナンジャ」により、日本全国各地にフードテーマパークを開設していた。その実績を買われ、東京ミートレアのプロデュースを手掛けることとなった。実際の施設運営は、駅ビルを保有・運営する京王電鉄が担当している。
同年10月21日のニュースリリースでは「東京ミートレア」を正式な施設名とすること、開業日や施設のロゴマーク、出店予定の店舗など、施設の詳細が発表された。また、企画協力には「肉食女子」を造語したコラムニストの深澤真紀が起用された。
同年12月3日、「フレンテ南大沢」新館開業と同時にオープン。館内装飾は、肉料理の種類が豊富なスペインをモチーフとして、活気ある賑やかな「街エリア」と緑豊かで安らげる「村エリア」に分けて店舗を配置した。また、肉料理の発祥や知識が学べる「ミュージアムエリア」を併設した。
開業時点での施設概要は以下のとおり。
- 施設名称：東京ミートレア（英語表記「Tokyo Meatrea」）
- 施設業態：お肉料理のテーマパーク
- 開業日：2009年12月3日（フレンテ南大沢新館開業と同日）
- 開設場所：東京都八王子市南大沢2丁目1-6　フレンテ南大沢 新館5階
- 施設面積：約1,130m2（約342坪）
- 店舗数：7店舗
- 入場料：無料
- 営業時間：11:00 - 22:00
- 営業日：年中無休
- 事業主体（運営）：京王電鉄株式会社
- 企画開発（プロデュース）：株式会社ナムコ
- 来場客数：130万人（初年度見込み）

### 開業後
2010年12月3日から「開業1周年キャンペーン」を行い、12月4日に舞の海秀平が一日館長、黒部幸英が副館長に就任、舞の海秀平が各店舗の人気メニューをランキング付けした「舞の海イチオシ!肉番付」を発表した。
2012年夏からは飲み放題プランを開始し、館内の飲食店から料理を一品以上注文した客に対し「飲みホーダイ」プランとして、1人あたりアルコールは1,000円、ソフトドリンクは500円で、時間無制限での提供を始めた。当初は同年9月30日までの期間限定イベントとして試行的に開催されたが、同年10月1日よりリニューアルして継続されていた。その後、新型コロナウイルス感染症流行の影響により「飲みホーダイ」プランを一時中止していたが、2022年6月1日より再開した。
東京ミートレアではオープン以来、出店店舗の入れ替わりが非常に激しく、2009年の開業時から営業を続けているテナントはハンバーグ店「ゴールドラッシュ」1店のみである。また店舗コンセプトも次第に「お肉料理のテーマパーク」から離れ、肉料理がメインではない中華料理店なども出店するようになる。2016年3月1日にはついに、肉料理を提供しないスイーツ専門店としてパンケーキ店「VERY FANCY bits」が出店するに至った。しかし短期間で撤退し翌年には閉店している。
こうしたコンセプトの変化を受け、京王電鉄は東京ミートレアの大規模リニューアルを行い、2018年12月13日に「南大沢駅まえダイニング 東京ミートレア」と改称してリニューアルオープンした。その際に「焼肉BAR さんたま」「清勝丸」「大分からあげ 福唐屋台」の3店舗が新規出店し、既存の「ゴールドラッシュ」「BBQ KITCHEN」「CLASSIC」の3店舗も改装した。また家族連れや女性客にもアピールするため、女性や子供向けメニューを充実させてキッズスペースを新設するとともに、エレベーターでスムーズにアクセスできるよう動線を改善した。改装工事に伴い、同年11月28日から12月12日まで休業した。なお京王電鉄の駅ビルでは、最上階のレストラン街に「駅うえレストラン」の名称を用いており、京王八王子ショッピングセンターや京王府中ショッピングセンター（当時）で採用された。「駅まえダイニング」の名称はこれに倣ったものであり、この2018年のリニューアルでフードテーマパーク色が薄れ、京王電鉄の通常の駅ビルのレストラン街の扱いに近づいている。

## 店舗

### 開業時の店舗
1. ゴールドラッシュ（ハンバーグ）- 本店：東京都渋谷区。1980年創業[2]。
2. Hot Stuff（バーベキューリブ）- 本店：愛知県豊橋市、東京都初出店。アメリカ風ポークバックリブ専門店[2]。
3. 清まる（とんかつ）- 本店：愛媛県松山市、東京都初出店。テイクアウト専門店。「とんかつパフェ」などを提供[2]。
4. 近江牛卸問屋 激～GEKI～（焼肉）- 本店：兵庫県尼崎市、東京都初出店。ブランド牛「近江牛」卸問屋直営の焼肉店[2]。
5. 鳥開 総本家（鶏料理）- 本店：愛知県名古屋市。名古屋コーチンや三河鶏を使った親子丼や手羽先唐揚げ、味噌串カツなどを提供[2]。
6. 元祖にくまき本舗（にくまきおにぎり）- 本店：宮崎県宮崎市。テイクアウト専門店。宮崎のご当地グルメ「肉巻きおにぎり」発祥店[2]。
7. 東京トンテキ（トンテキ）- 本店：東京都渋谷区。四日市のご当地グルメ「四日市とんてき」専門店[2]。

### 出店中の店舗
2022年8月現在。営業時間は11:00 - 22:00（年中無休）。「焼肉BAR さんたま」のみ23:00まで営業。
1. ゴールドラッシュ（ハンバーグ）- 東京ミートレア開業時より出店する唯一の店舗[2]。
2. BBQ KITCHEN（ステーキ・グリル料理）
3. CLASSIC（インドカレー）
4. 焼肉BAR さんたま（焼肉）- 2018年12月13日のリニューアルで出店[5]。
5. 清勝丸（つけ麺・中華そば）- 2018年12月13日のリニューアルで出店[5]。
6. 大分からあげ 福唐屋台（唐揚げ）- 2018年12月13日のリニューアルで出店[5]。

### 撤退した店舗

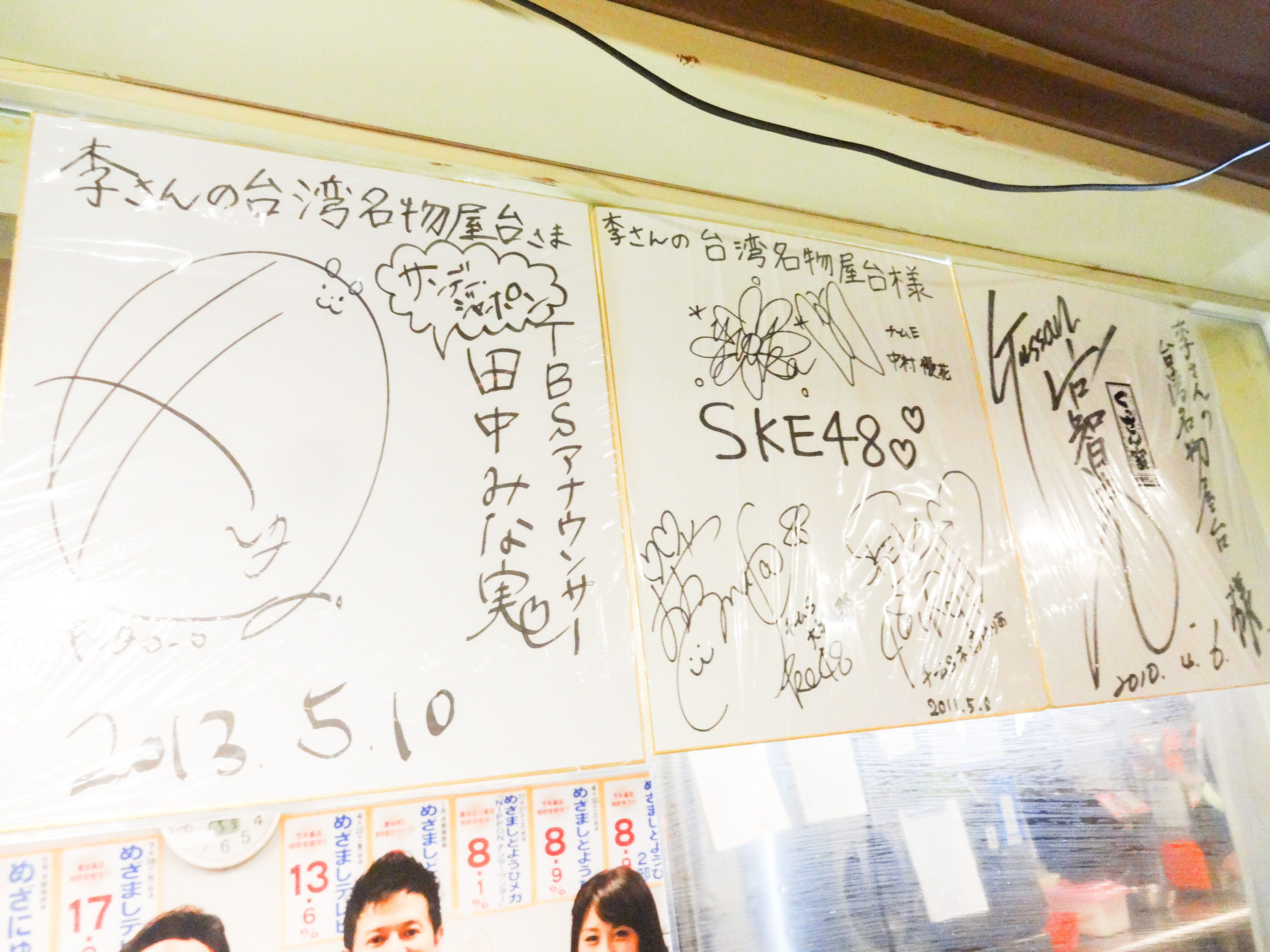
「李さんの台湾名物屋台」東京ミートレア店を訪れた著名人のサイン。
写真左から、田中みな実（当時TBSアナウンサー）、SKE48（大矢真那、中村優花、木﨑ゆりあ）、山口智充。
（2013年11月撮影）

- Hot Stuff（バーベキューリブ）- 2010年8月31日閉店[15]。東京ミートレア開業時の出店店舗では初の閉店。
- 清まる（とんかつ）- 2010年10月31日閉店。東京ミートレア開業時の出店店舗で2番目に閉店。
- 近江牛卸問屋 激～GEKI～（焼肉）- 2011年8月31日閉店。東京ミートレア開業時の出店店舗が3店同時閉店。
- 鳥開 総本家（鶏料理）- 2011年8月31日閉店。東京ミートレア開業時の出店店舗が3店同時閉店。
- 元祖にくまき本舗（にくまきおにぎり）- 2011年8月31日閉店。東京ミートレア開業時の出店店舗が3店同時閉店。
- Bacana Grill（ブラジル料理）[16] - 最初に閉店した「Hot Stuff」の跡地に出店[15]。2012年1月9日閉店。
- 東京トンテキ（トンテキ）- 2012年1月31日閉店。これにより東京ミートレア開業時の店舗が「ゴールドラッシュ」のみとなる。
- 近江伝（肉そば・餃子）[17] - 2012年1月31日閉店。
- Stand 4（ハンバーガー）[18] - 2012年9月30日閉店。
- 鉄板 池田屋（鉄板焼、焼きそば）[19] - 2013年9月30日閉店。
- 豚平（豚丼、つけ麺）[20] - 2014年9月30日閉店。2店同時閉店。
- もりもり屋（牛丼）[21] - 2014年9月30日閉店。2店同時閉店。
- こよこよ（シンガポール料理）[22] - 2015年2月28日閉店。
- スタミナ食堂 極丼亭（焼きとん）[23] - 2015年4月30日閉店。
- 李さんの台湾名物屋台（台湾料理・唐揚げ）[24] - 2015年9月30日閉店。
- 満珍茶房（中華料理）[25] - 2016年2月29日閉店。
- VERY FANCY bits（パンケーキ）[14][13] - 2017年2月?閉店。東京ミートレアでは唯一の肉料理を提供しない店舗だった。
- にひゃくてん（焼肉食べ放題）[26] - 2018年6月28日閉店。
- NEW OLD STYLE 肉そばけいすけ（肉そば）[27] - 2018年11月27日閉店[28]。